# Lucfenyő-galambgomba
A lucfenyő-galambgomba (Russula queletii) az Agaricomycetes osztályának galambgomba-alkatúak (Russulales) rendjébe, ezen belül a galambgombafélék (Russulaceae) családjába tartozó, Európában és Észak-Amerikában honos, fenyvesekben élő, nem ehető gombafaj.

## Megjelenése
A lucfenyő-galambgomba kalapja 3-9 cm széles, alakja fiatalon domború, majd széles domborúan, laposan kiterül, közepe lehet bemélyedő. Széle sokáig aláhajló marad, öregen bordás. Felszíne nedvesen síkos. Színe fiatalon feketésbíbor, később bíborvörös, bíbor-borvörös, esetenként zöldes árnyalattal. A kalapbőr a kalap feléig-kétharmadáig húzható le. 
Húsa törékeny, színe fehér. Íze csípős, szaga gyümölcsös. 
Közepesen sűrű lemezei tönkhöz nőttek, féllemez nincs. Színük fehér vagy krémszínű, a kalap szélénél élük pirosas lehet.
Tönkje 3-7 cm magas és 1-2 cm vastag. Alakja hengeres, felszíne hosszában ráncolt. Színe halvány vagy élénkebb bíborvöröses, töve néha sárguló.
Spórapora fehér vagy krémszínű. Spórája ellipszis alakú, felszínén izolált szemölcsök vannak, mérete 7-9 x 5-6 µ;m.

### Hasonló fajok
A feketésvörös galambgomba, a citromlemezű galambgomba és a fenyő-galambgomba hasonlít hozzá.

## Elterjedése és termőhelye
Európában és Észak-Amerikában honos. Magyarországon nem gyakori. 
Fenyvesekben él, luc és ritkábban kéttűs fenyők alatt, inkább hegyvidéken. Júliustól októberig terem. 

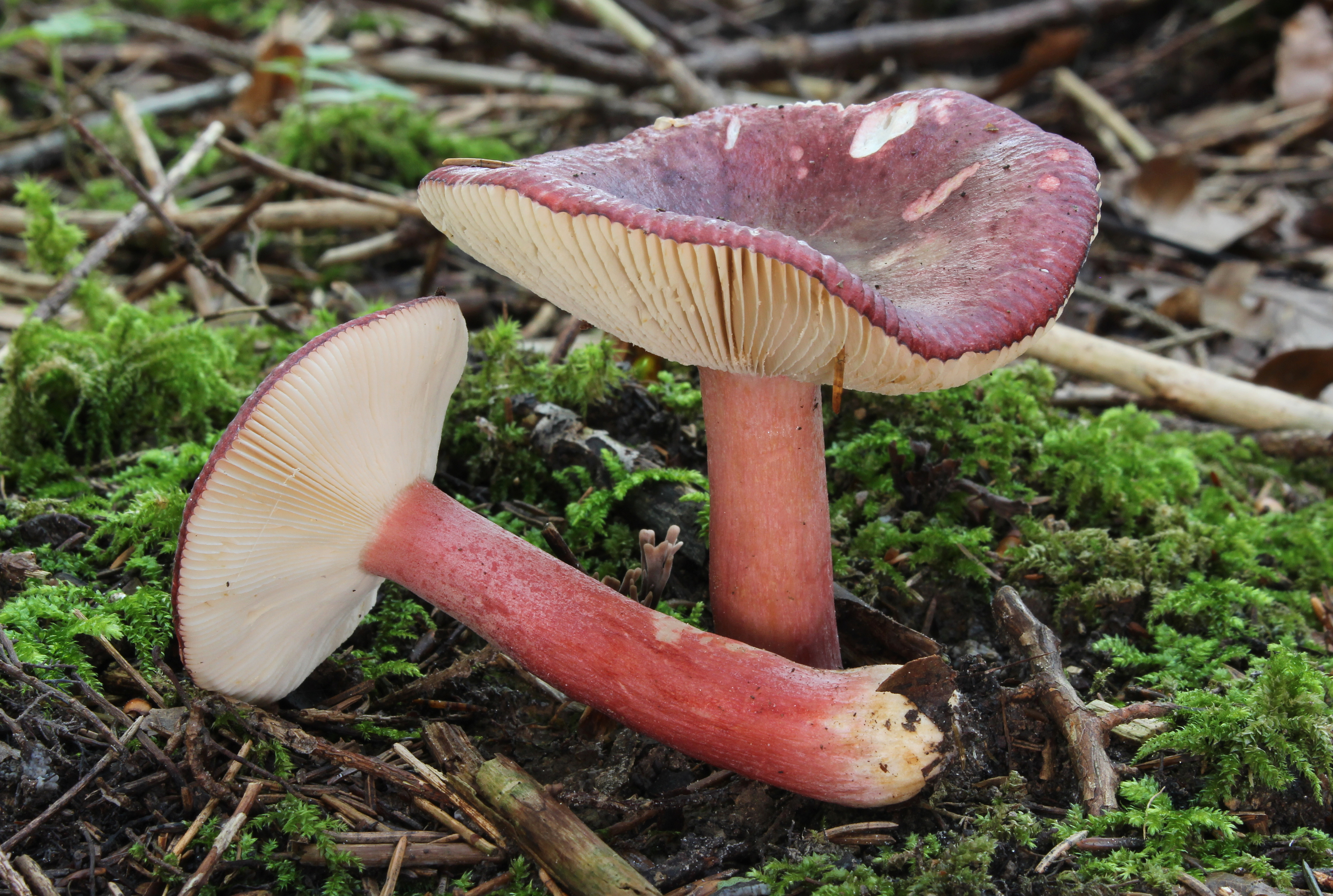
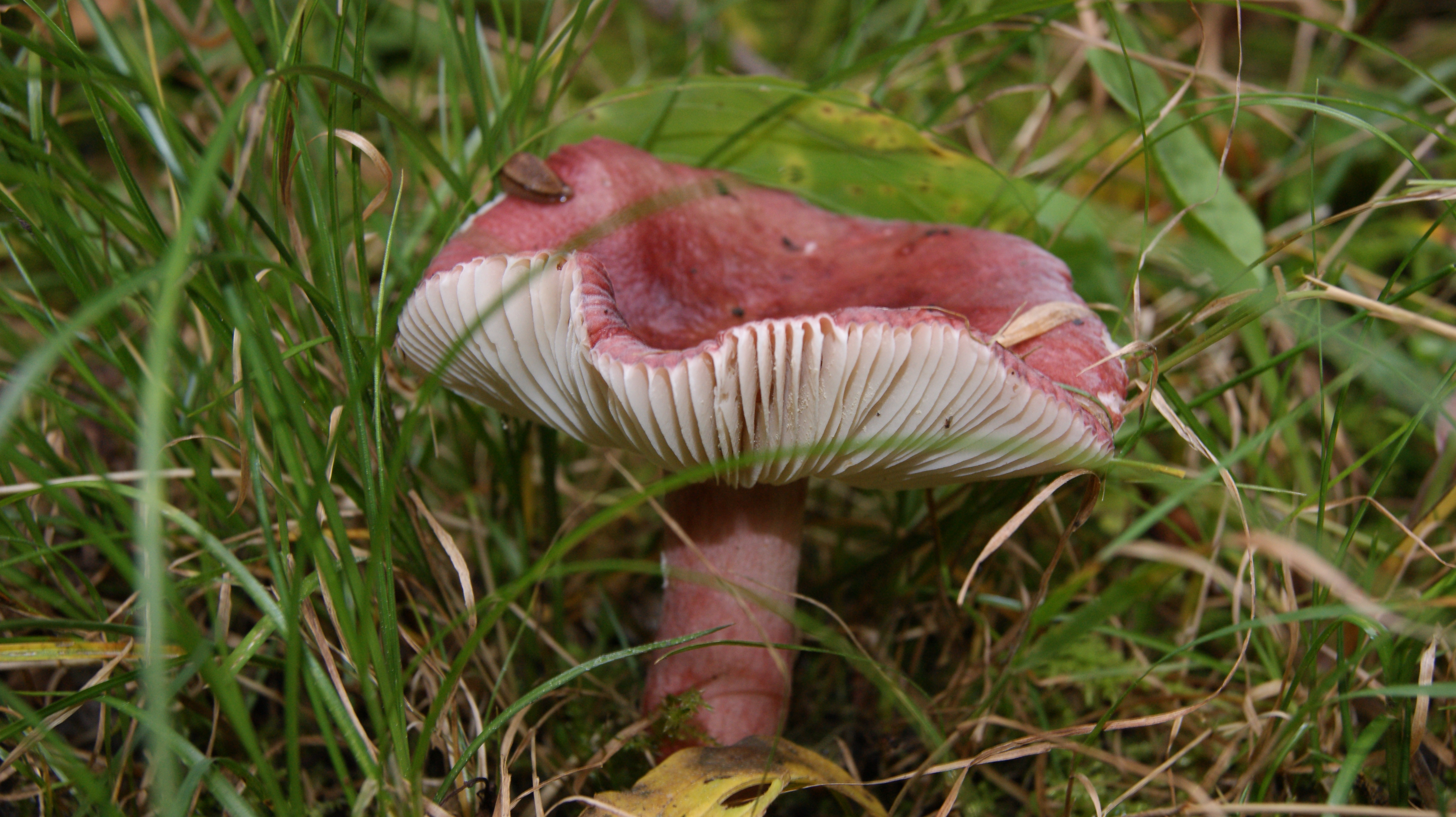
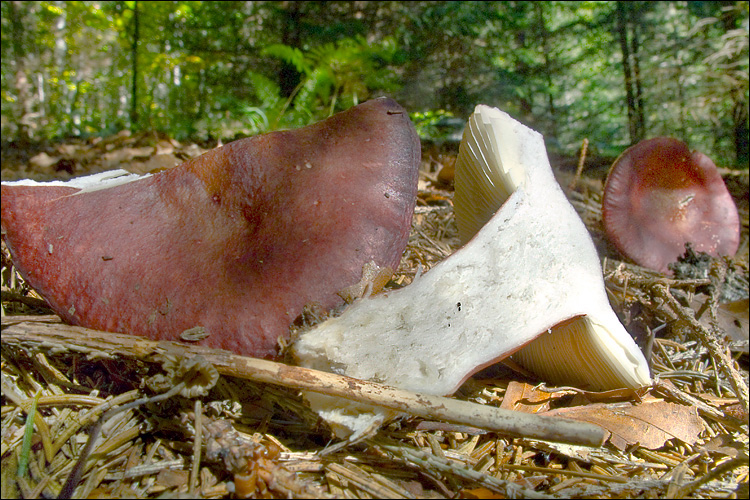
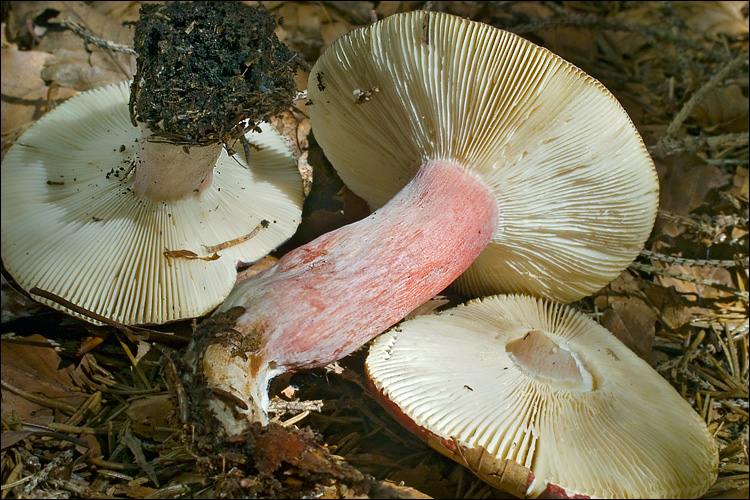
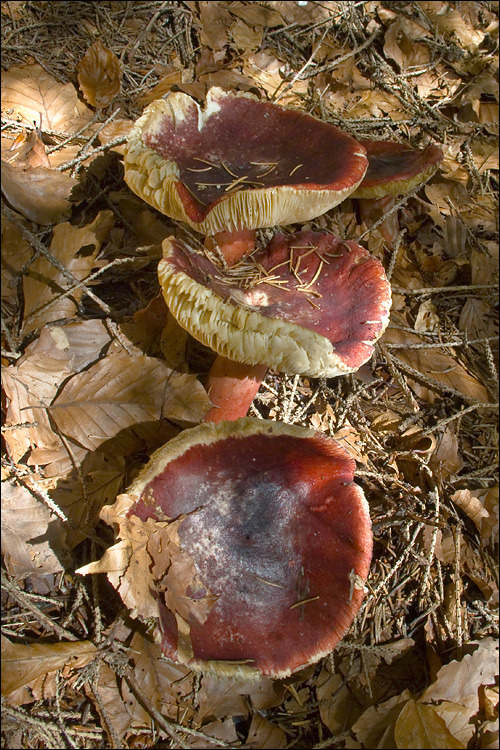

Nem ehető.